# Sátánka – Pokoli poronty
A Sátánka – Pokoli poronty (eredeti cím: Little Nicky) 2000-ben bemutatott amerikai filmvígjáték, amelyet Steven Brill rendezett. A főszerepet Adam Sandler, Patricia Arquette, Harvey Keitel és Rhys Ifans alakítja.
A filmet az Amerikai Egyesült Államokban 2000. november 2-án mutatták be a mozikban, Magyarországon 2001. március 22-én jelent meg a Kinowelt forgalmazásában. Általánosságban negatív véleményeket kapott a kritikusoktól, és bevételi szempontból is megbukott; a 80-85 millió dolláros költségvetéséből mindössze 58,3 millió dolláros bevételt hozott.

## Cselekmény
Az öreg ördög azaz a sátán, legkisebb és legmamlaszabb, már-már angyali lelkű fiacskája nehéz feladat előtt áll. Apja bejelenti, hogy még további 10000 évig a pokol ura akar maradni. A fiú bátyjai bosszúból a Földből akarnak maguknak poklot csinálni. A pokol kezd kihűlni, mert a két báty lenyúlja az összes bűnös lelket. Nickynek meg kell akadályoznia a kénköves szülőföldjét romlással fenyegető tervet.  A kisördög nehezen boldogul New York metropoliszában, de szerencséjére összeakad egy hozzá hasonlóan csekély értelmű lánykával, Valerie-vel, s immár együtt dolgoznak a happy endért.

## Szereplők
| Szerep                | Színész               | Magyar hang         |
| --------------------- | --------------------- | ------------------- |
| Nicky                 | Adam Sandler          | Csőre Gábor         |
| Valerie Horan         | Patricia Arquette     | Solecki Janka       |
| Sátán                 | Harvey Keitel         | Szersén Gyula       |
| Adrian                | Rhys Ifans            | Rátóti Zoltán       |
| Cassius               | Tom "Tiny" Lister Jr. | Gesztesi Károly     |
| Lucifer               | Rodney Dangerfield    | Rajhona Ádám        |
| Todd                  | Allen Covert          | Borbély László      |
| Peter                 | Peter Dante           | Stohl András        |
| Holly angyal          | Reese Witherspoon     | Roatis Andrea       |
| Kukkoló               | Jon Lovitz            | Mikó István         |
| Deacon                | Quentin Tarantino     | Bubik István        |
| Chubbs Peterson       | Carl Weathers         | Bognár Tamás        |
| Christa angyal        | Leah Lail             | Erdős Borcsa        |
| Jenna angyal          | Jackie Titone         | Mezei Kitty         |
| Beefy                 | Robert Smigel         | Szerednyey Béla     |
| John                  | Jonathan Loughran     | Ganxsta Zolee       |
| Jimmy, a démon        | Blake Clark           | Hollósi Frigyes     |
| Kapuőr ('Csöcs-Fej')  | Kevin Nealon          | Mertz Tibor         |
| Rendőrfőnök           | Michael Mckean        | Végvári Tamás       |
| Bíboros               | Lewis Arquette        | Versényi László     |
| Utcai árus            | John Witherspoon      | Kránitz Lajos       |
| Önmaga                | Ozzy Osbourne         | Nagy Feró           |
| Whitey, a bíró        | Dana Carvey           | Kálloy Molnár Péter |
| Townie                | Rob Schneider         | Józsa Imre          |
| Nipples               | Clint Howard          | Seder Gábor         |
| Önmaga                | Sylvia Lopez          | Aczél Anna          |
| Randolph polgármester | George Wallace        | Vass Gábor          |
| Anyuka                | Ellen Cleghorne       | Kocsis Mariann      |

## Filmzene
1. P.O.D. – School of Hard Knocks
2. Incubus – Pardon Me
3. Deftones – Change (In the House of Flies)
4. Cypress Hill – (Rock) Superstar
5. Insolence – Natural High
6. Linkin Park – Points of Authority
7. Disturbed – Stupify (Fu's Forbidden Little Nicky Remix)
8. Unloco – Nothing
9. Powerman 5000 – When Worlds Collide
10. Muse – Cave
11. Filter – Take a Picture
12. Deftones – Be Quiet and Drive (Far Away) (Acoustic)
13. Scorpions – Rock You Like a Hurricane
14. AC/DC – Highway to Hell
15. Foo Fighters – Everlong
16. Van Halen – Running With the Devil
17. Zebrahead – Now or Never
18. Lit – perfect One
19. Ozzy Osbourne – Mama, I'm Coming Home
20. Chicago – Does Anybody Really Know What Time It Is?

## Érdekességek
- A Sátán szerepét eredetileg Dustin Hoffman játszotta volna Harvey Keitel helyett.
- Dana Carvey (Whitney, a bíró) eltörte a bokáját forgatása alatt a Harlem Globetrotters kosárlabda meccs jelenetben.
- Patricia Arquettenek nem kellett elmennie Valerie szerepének meghallgatására. Eredetileg erre a szerepre Melanie Lynskeyt kérték fel.
- Adrian egyik mondata a  "Jobb uralkodni a pokolban, mint szolgálni a mennyben", John Milton epikus irodalmi művéből, Az elveszett paradicsomból (1667) származik.
- Eredetileg Marilyn Manson is szerepet kapott volna a filmben, de végül karakterét kihagyták a történetből.

## Díjak, jelölések
| Év   | Díj              | Kategória                    | Jelölt                                | Eredmény |
| ---- | ---------------- | ---------------------------- | ------------------------------------- | -------- |
| 2001 | MTV Movie Awards | Legjobb cameo szerep filmben | Ozzy Osbourne                         | Jelölve  |
| 2010 | Razzie Awards    | Legrosszabb színész          | Rob Schneider                         | Jelölve  |
| 2001 | Razzie Awards    | Legrosszabb színész          | Adam Sandler                          | Jelölve  |
| 2001 | Razzie Awards    | Legrosszabb rendező          | Steven Brill                          | Jelölve  |
| 2001 | Razzie Awards    | Legrosszabb kép              | New Line Cinema                       | Jelölve  |
| 2001 | Razzie Awards    | Legrosszabb forgatókönyv     | Tim Herlihy Adam Sandler Steven Brill | Jelölve  |
| 2001 | Razzie Awards    | Legrosszabb színésznő        | Patricia Arquette                     | Jelölve  |